# El Chiquero
El Chiquero är en ort i Mexiko.   Den ligger i kommunen Tantoyuca och delstaten Veracruz, i den sydöstra delen av landet, 230 km norr om huvudstaden Mexico City. El Chiquero ligger 162 meter över havet och antalet invånare är 233.
Terrängen runt El Chiquero är huvudsakligen platt, men västerut är den kuperad. Runt El Chiquero är det ganska tätbefolkat, med 72 invånare per kvadratkilometer. Närmaste större samhälle är Tantoyuca, 5,8 km öster om El Chiquero. Trakten runt El Chiquero består till största delen av jordbruksmark.